# Danny Blue
Danny Blue, es un personaje ficticio de la serie de televisión británica Hustle, interpretado por el actor Marc Warren del 24 de febrero del 2004 hasta el 2007 y regresó para el último episodio del programa el 17 de febrero del 2012.

## Biografía
Danny es "el comodín" del grupo ya que es el más joven y menos experimentado, suele ser también el menos cuidadoso dejando cosas ocasionalmente libradas al azar. A pesar de esto y de que fue el último en unirse a la banda, tiene mucho potencial. Antes de unirse a los otros estafadores, se dedicaba a estafas menores trabajando solo. En el primer capítulo, Danny persuade al grupo de Stone para dejarlo entrar en la banda.
Durante el final de la cuarta temporada Danny decidió quedarse en Estados Unidos y Stacie Monroe se quedó con él.